# Agalliopsis spinosa
Agalliopsis spinosa är en insektsart som beskrevs av Rauno E. Linnavuori och Delong 1979. Agalliopsis spinosa ingår i släktet Agalliopsis och familjen dvärgstritar. Inga underarter finns listade i Catalogue of Life.